# Communauté rurale de Karantaba
La communauté rurale de Karantaba est une communauté rurale du Sénégal située en Casamance, dans le sud du pays. 
Elle fait partie de l'arrondissement de Karantaba, du département de Goudomp et de la région de Sédhiou.